# Irving Ramsey Wiles

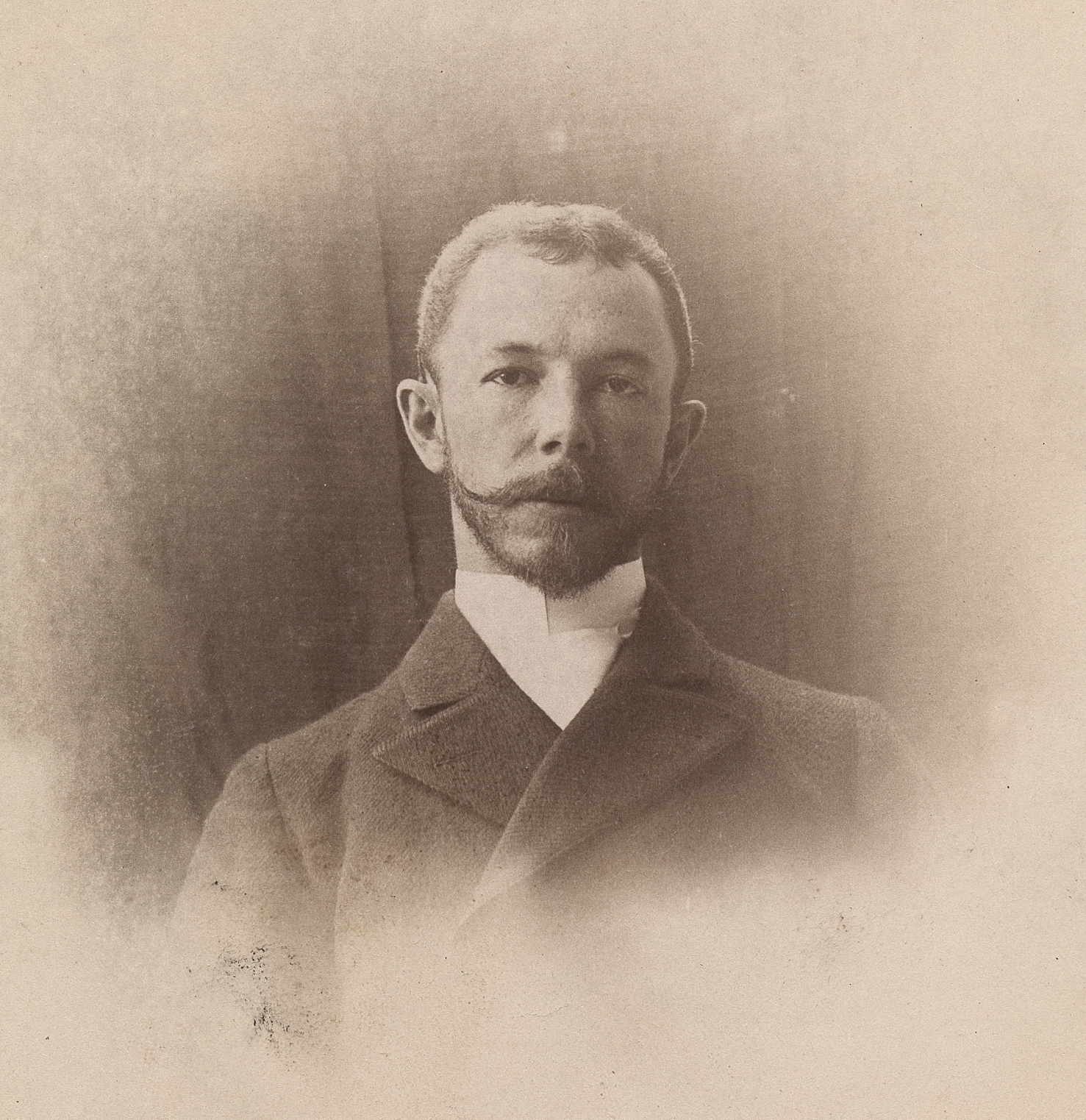
Irving Ramsey Wiles.

Irving Ramsey Wiles (8 de abril de 1861 - 1948) fue un artista estadounidense de Útica, Nueva York.
Fue educado en el Instituto Sedgwick en Great Barrington, Massachusetts, y aprendió lo básico sobre la pintura de su padre, Lemuel Maynard Wiles (1826-1905), quien se centró principalmente en paisajes. Desde 1879 hasta 1881 estudió en la Liga de estudiantes de arte de Nueva York, con James Carroll Beckwith y William Merritt Chase, y más tarde en París con Carolus-Duran.
En sus primeros años trabajó como ilustrador para diversas revistas americanas, y más tarde se dedicó con gran éxito a pintar retratos. Era miembro de la Sociedad Americana de Artistas, la cual introdujo su elección de 1897 en la Academia Nacional de Diseño de los Estados Unidos como asociado. Wiles también fue miembro de la Sociedad Americana de Acuarela.
Entre sus obras se incluyen Russian Tea, Lady at Fireplace, y Scallop Boats, Peconic.